# Chinesische Siegelschneidekunst
Die chinesische Siegelschneidekunst (chinesisch 金石篆刻 jīnshí zhuànkè) fertigt seit über 3.000 Jahren Siegel zur Beglaubigung von Dokumenten und zum Verschluss wichtiger Behältnisse. War der Gebrauch eines Siegels einst mächtigen Personen vorbehalten, so breitete er sich schließlich in alle gesellschaftlichen Gruppen aus. Heute sind Siegel in verschiedenen Ländern Südostasiens verbreitet.
Die chinesische Siegelschneidekunst wurde 2009 in das Immaterielle Kulturerbes der Menschheit aufgenommen.

## Verbindung mit Malerei und Kalligraphie

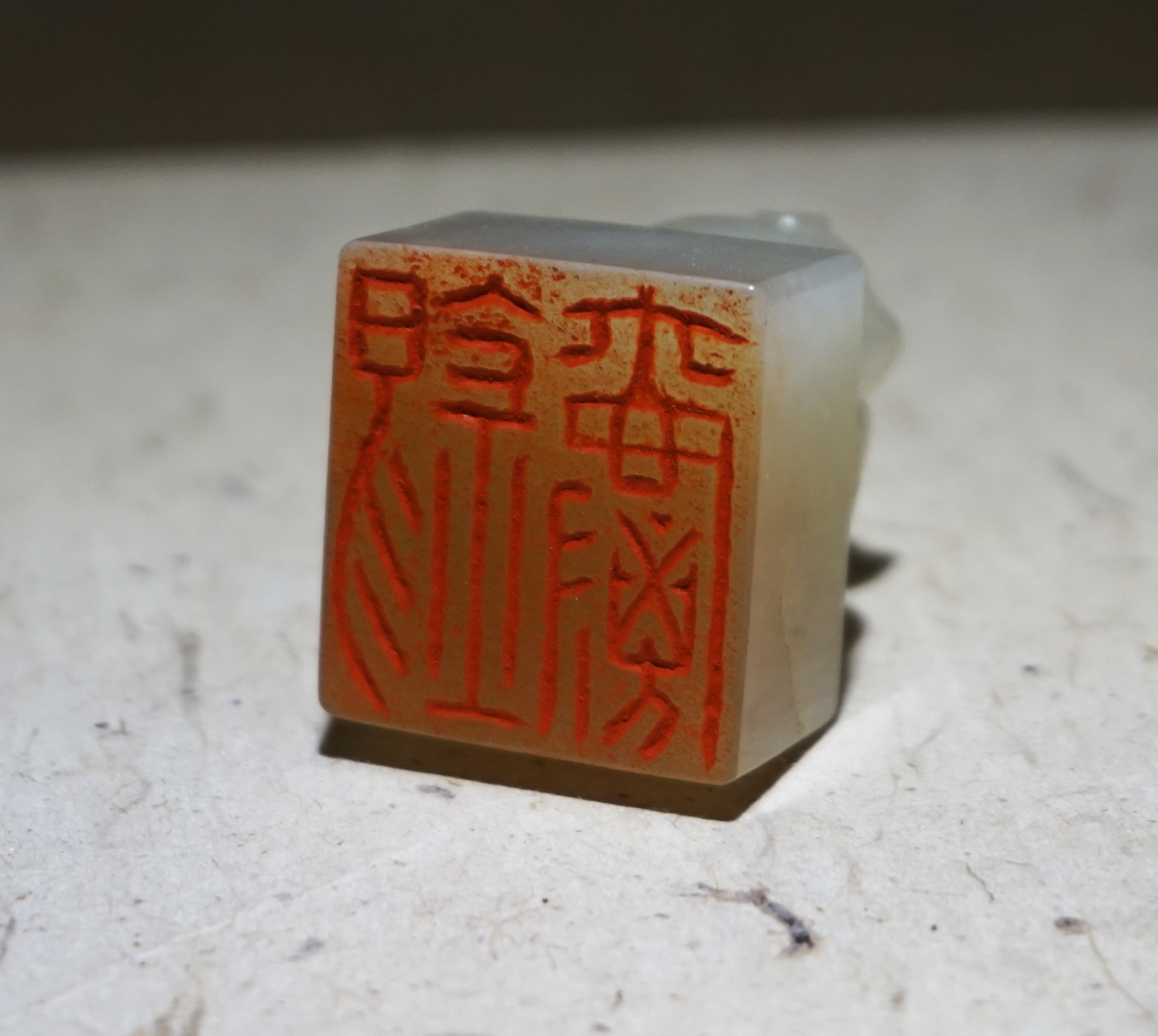
Namenssiegel Xijue 錫爵 des mingzeitlichen Staatsbeamten Wang Xijue (1534–1614), Siegelplatte

Die Herstellung von Stempelsiegeln ist eng mit verschiedenen Disziplinen der chinesischen Kunst verbunden. Chinesische Malerei wird oft mit kalligraphierten Versen ergänzt, in denen der Maler seine  Empfindungen ausdrückt – und mit einem Abdruck seines persönlichen Siegels als Unterschrift. Seit der Ming-Dynastie betrachtete man die Stempelsiegel als ästhetische Objekte und die Siegelschnitzerei als eine Form der Kalligraphie und Betätigungsfeld für den Gelehrten.
Als wichtigstes Zentrum der Siegelschneidekunst in China gilt die 1904 gegründete Xiling-Siegelgesellschaft am Westsee in Hangzhou (Provinz Zhejiang). Ihr erster Präsident war der bedeutende Maler, Kalligraf und Siegelschneider Wu Changshuo.

## Material, Technik, Schriftzeichen und Motive

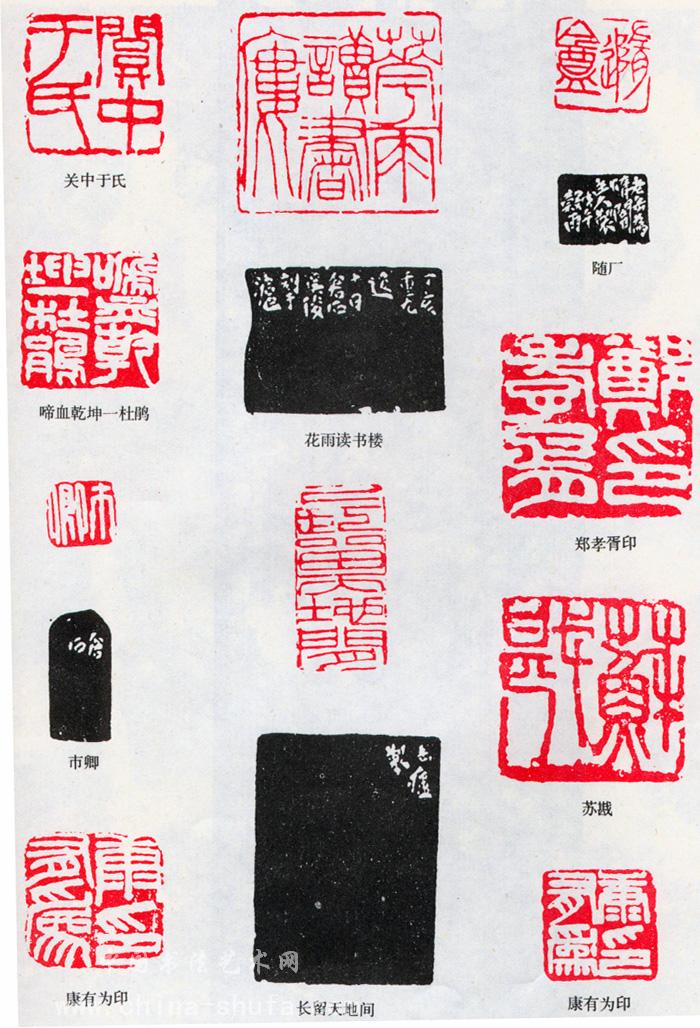
Von Wu Changshuo geschaffene Siegel. Schnitzereien auf Seitenflächen der Siegel sind schwarz gefärbt

Seit der Yuan-Dynastie wurde Seifenstein zum beliebtesten Material für die Siegelschnitzerei, wobei es drei favorisierte Arten gibt: Qingtian- und Yanhua-Stein aus der Provinz Zhejiang und Shoushan-Stein aus der Provinz Fujian. Das steinerne Siegel kann selbst zum Kunstwerk und Sammlerobjekt werden.
Der Arbeitsplatz des Siegelschneiders ist wie folgt ausgestattet: Er benötigt ein Wörterbuch der Schriftzeichen, eine Auswahl an Schnitzmessern (Beiteln), eine Einspannvorrichtung und einen Spiegel. Zunächst wird auf Papier eine Vorlage für das Stempelmotiv angefertigt, und dann mit einem Beitel spiegelverkehrt in Stein geschnitten. Der Siegelschneider muss in der traditionellen Kalligraphie bewandert sein, aber es wird von ihm auch viel Virtuosität verlangt, denn er bearbeitet eine kleine Siegelplatte, sodass jede Wendung, jede Breite der Strichführung überlegt gesetzt werden muss. Während des Arbeitsprozesses werden Probeabdrücke gemacht, um das Ergebnis zu kontrollieren; auch wird das Motiv auf der Siegelplatte im Spiegel überprüft.
Für die Schriftzeichen auf Siegeln wird meist die altertümliche Siegelschrift (zhuànshū) verwendet. Entweder das Zeichen wird mit dem Messer in die Siegelplatte geritzt, dann erscheint es auf dem Abdruck weiß vor rotem Hintergrund („Yin-Form“), oder es bleibt stehen, und der Siegelschneider arbeitet den Rest der Siegelplatte ab: dann erscheint es rot vor weißem Hintergrund („Yang-Form“). Es gibt ein breites Spektrum an Motiven, aus denen der Künstler wählen kann. Namen, Verse, aber auch bildliche Motive sind möglich.
Zwar können heute weniger Menschen die Zhuanshu-Schriftzeichen auf Siegeln lesen als früher, doch die Kunst des Siegelschneidens wird weiter sowohl professionell als auch von Amateuren gepflegt.